# Yannick Gilly
Pas d'image ? Cliquez ici

a Compétitions nationales et continentales officielles uniquement.

Yannick Gilly, né le 28 décembre 1953 à Miramont-de-Comminges (Haute-Garonne) et mort le 19 décembre 1975 dans la même commune, est un joueur français de rugby à XIII dans les années 1970. Il occupe au cours de sa carrière le poste d'ailier ou de centre.
Enfant du COmminges, il pratique le rugby à XIII au sein du club du R.C. Saint-Gaudens remportant au cours de sa carrière le Championnat de France en 1974 avec des coéquipiers tels Roger Biffi, Serge Marsolan, Michel Molinier, René Zaccariotto et Victor Serrano.

## Palmarès
- Collectif :
  - Vainqueur du Championnat de France : 1974 (Saint-Gaudens).